# Jezuitská kolej (Chomutov)
Jezuitská kolej svatého Ignáce v Chomutově existovala od roku 1589 (respektive 1591) až do roku 1773, kdy byla zrušena v důsledku zrušení jezuitského řádu. Její budova je chráněna jako kulturní památka.

## Založení koleje

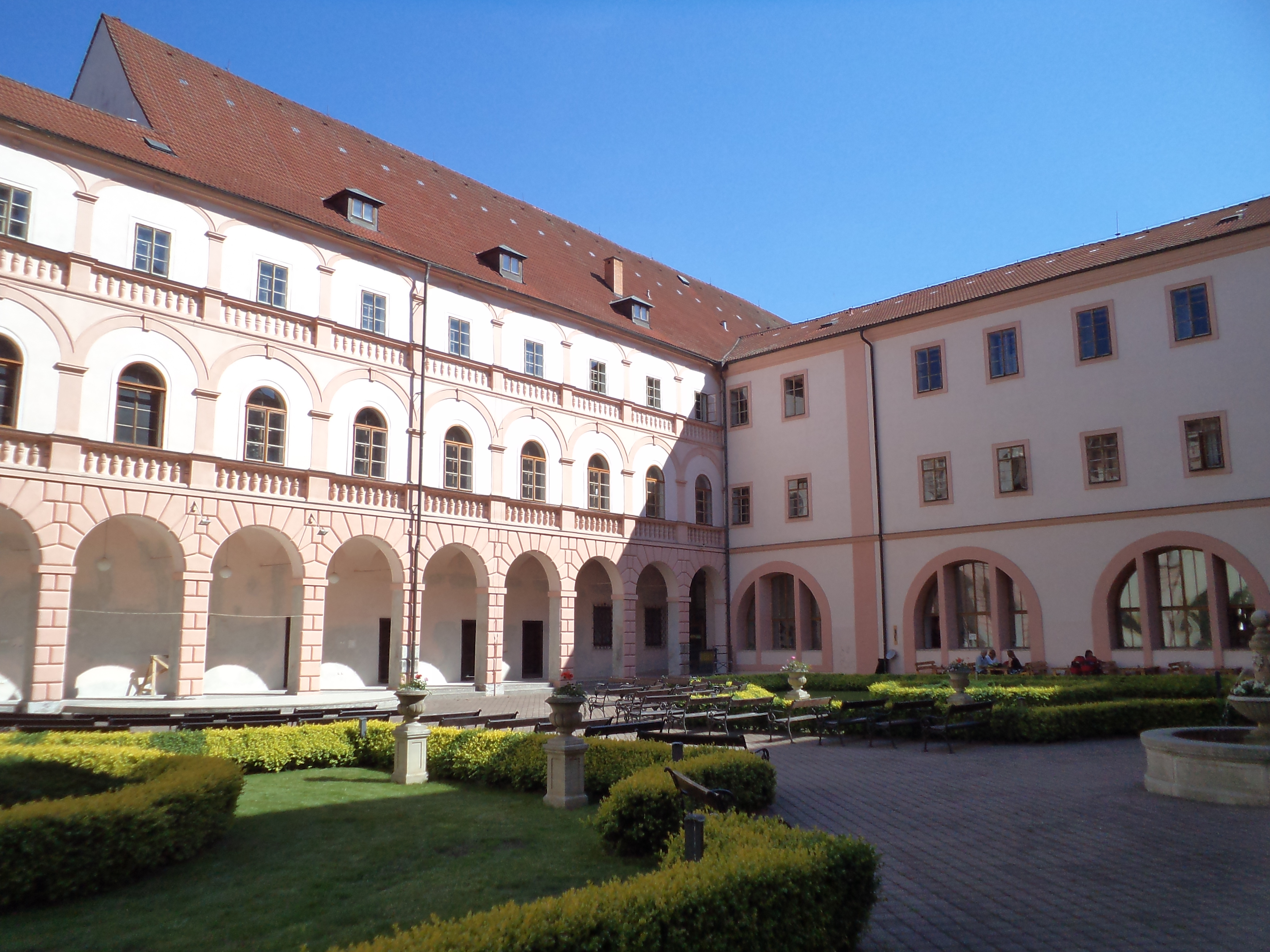
Nádvoří se slepými arkádami v patrech

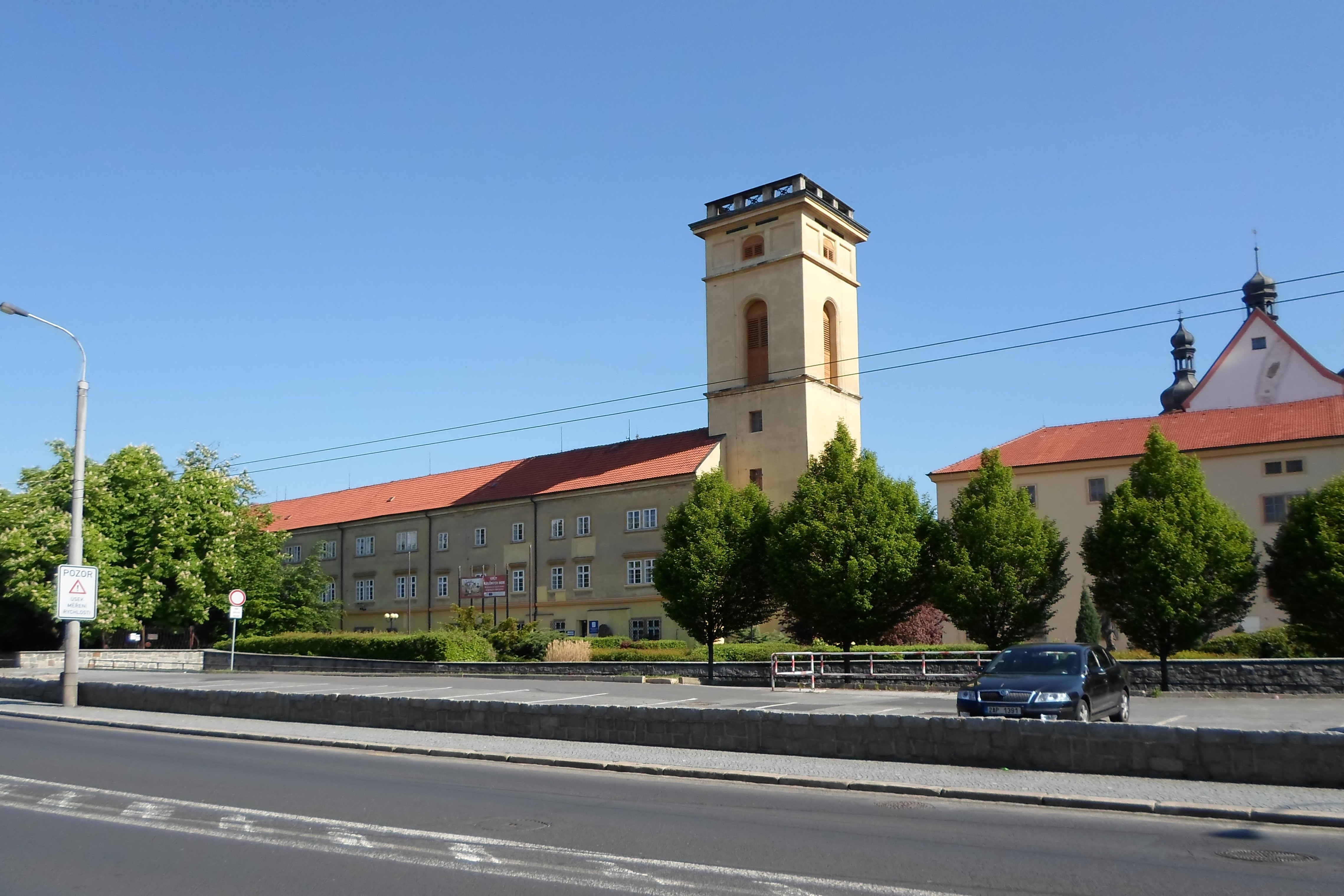
Budova gymnázia s věží

Jiří Popel z Lobkovic vyměnil si roku 1588 panství Chomutov s Bohuslavem Jáchymem z Lobkovic a rozhodl se uvést do Chomutova jezuity. Již 14. února 1589 přijal v Chomutově provinciála rakouské jezuitské provincie G. Badera a rektora pražské koleje Jana Reinela (latinsky Joannes Reinelius). Tehdy se uskutečnilo v protestantském Chomutově první jezuitské kázání. Jako patron městského kostela odňal pak Jiří z Lobkovic tento kostel protestantům a jezuité ho vysvětili pro katolické bohoslužby. Protestantský pastor W. Wagner byl vypuzen. Po dobu jednoho roku pak zůstali v Chomutově dva jezuité z pražské koleje a vyvíjeli zde značnou činnost. Generál jezuitů Claudio Aquaviva SJ schválil založení koleje v Chomutově, která se měla stát střediskem katolické misijní činnosti, jíž mělo být získáno Podkrušnohoří opět do katolické církve. Dne 29. července 1590 se po předchozím vybrání vhodného místa pro stavbu koleje ujali jezuité řízení stavby. Základní kámen byl slavnostně položen 14. srpna 1590 a 15. června 1591 byla po předchozím potvrzení papežem vyhotovena zakládací listina koleje. Jezuité obdrželi pro kolej a připojené školy i samostatný statek. Při koleji mělo být deset tříd, posluchárna, slavnostní sál gymnázia, ubytovny, semináře (domus pauperum). Pro sto chudých studentů byl zřízen zvláštní ústav. Kolej sv. Ignáce v Chomutově se měla dokonce stát základem pro vybudování samostatné jezuitské univerzity. Dne 4. ledna 1591 byl jmenován prvním rektorem Martin Bast. Ve stavbě komplexu se pokračovalo. Rektor schvaloval všechny učitele nejen v Chomutově, ale i na celém panství (viz chomutovské panství).

## Vyhnání jezuitů
Budování koleje se setkávalo s rozhodným odporem místních protestantů a k prvnímu otevřenému konfliktu došlo 30. června 1591. Tehdy nebyl dovolen zemřelému členu městské rady – luteránu – veřejný luteránský pohřeb. Neklid vyvrcholil 15. července, kdy protestantští měšťané dobyli kostel a jezuité museli v noci tajně uprchnout, neboť začal útok na rozestavěnou kolej. Jezuité prchli nejdříve do Jirkova, pak na Červený Hrádek, ale pro nedostatek místa se nakonec uchýlili do Libochovic, které byly rovněž v držení Jiřího z Lobkovic. Dne 19. srpna 1591 se konala u Jiřího z Lobkovic na Červeném Hrádku porada o potlačení otevřené vzpoury. Vedoucí činitelé vzpoury byli pozváni na Červený Hrádek, tam zajati a zahájen proti nim proces. Takzvaný krvavý soud vynesl dva rozsudky smrti, které byly ihned vykonány. Vzbouřenci museli odevzdat všechny zbraně a město muselo připravit jezuitům slavné uvítání. Poslalo proto do Libochovic vozy a druhý den proběhlo slavné uvítání.
Stavba koleje se však tehdy téměř zastavila. Intervence u císaře Rudolfa II. roku 1595 příliš nepomohly. Zakročil pak i nuncius a teprve potom bylo ve stavbě zvolna pokračováno. Když však roku 1598 město vyhořelo, byla stavba silně poškozena a musela se začít stavět téměř úplně od základů. Zakladatel koleje Jiří z Lobkovic u císaře Rudolfa II. upadl v nemilost, byl zatčen a nakonec roku 1606 v Lokti popraven. Konfiskované panství i město koupili sami měšťané.

## Vyhoštění ze země a návrat jezuitů
Jezuité se však v této době již v Chomutově udrželi, i když nyní jejich vliv podstatně poklesl. Z 39 far na panství jim zůstalo patronátní právo jen nad 13. Brzy vypukly spory mezi kolejí a městem (1611) a hned na počátku českého stavovského povstání 1. června 1618 byli jezuité z Chomutova i z celé země vyhoštěni Již 7. listopadu 1620 se však hlásí opět o svou kolej, kterou převzali protestantští měšťané. Roku 1621 se jezuité vracejí a ujímají se svého majetku. Současně rozšiřují v duchu protireformace i svou činnost do širokého okolí. Prvním rektorem v tomto druhém období činnosti koleje byl P. Stigelius. Jezuitské misie v celém žateckém kraji přispívaly k rychlé rekatolizaci.

## Rozvoj po třicetileté válce
Po třicetileté válce mohlo být znovu přikročeno ke stavbě koleje. Nový základní kámen byl položen 3. května 1663 a celá výstavba jezuitského komplexu byla dokončena vysvěcením nového barokního kostela svatého Ignáce roku 1671. Na stavbu tohoto kostela se konaly jezuitské sbírky po celé střední a západní Evropě. Stavitelem byl známý Carlo Lurago. Roku 1700 si zřídili jezuité blízko Chomutova vlastní letohrádek. Roku 1725 byly do kostela svatého Ignáce přeneseny za velkých oslav ostatky svatého Viktora, pozdějšího patrona města Chomutova. Do Chomutova je z Říma přivezl kardinál Salerno.
Hospodářským základem dobře prosperující koleje byly statky Běšice a Nové Sedlo (dnes zaniklé obce), které pro jejich školu věnoval roku 1623 sám císař. Kolej přikoupila k tomu ještě statek Velemyšleves a později získala i Brysy.
Jezuité se zasloužili o šíření úcty k milostné sošce Panny Marie Bolestné v Bohosudově a pečovali i o svou sesterskou rezidenci v Krupce (do roku 1618). Misijní činnost chomutovských jezuitů zahrnovala v 17. a 18. století oba velké kraje, Žatecký a Loketský. Když roku 1773 byli jezuité zrušeni, žilo v chomutovské koleji 29 jezuitů.

## Jezuitská škola
Značný význam měly jezuitské chomutovské školy. Již roku 1591 byly otevřeny první čtyři třídy. Za třicetileté války v letech 1622–1630 jen dvě třídy. Matrika, z níž je možno posoudit frekvenci studentů, se zachovala až od roku 1711. V čele školy stál vedle rektora prefekt. Již roku 1591 byla provedena první veřejná divadelní italská hra a další byla provozována roku 1593. Tyto hry byly velmi oblíbené, četně navštěvované a do roku 1691 zde bylo provedeno na 46 dramat. Seminář měl od roku 1594 již více než sto chovanců, a byl proto postupně rozšiřován. Roku 1617 v něm bylo již 150 studentů, mezi nimi i šlechtici a hlavně cizinci. Roku 1623 byl seminář slavnostně znovu vysvěcen na Seminarium sancti Francisci Xaverii (Seminář svatého Františka Xaverského).
Roku 1626 již měl seminář opět 146 chovanců. V jejich čele stáli regens a spirituál. V budově semináře byla studovna (museum), jídelna a dormitáře (ložnice). V roce 1660 studovalo na zdejším gymnáziu 97 seminaristů. Chomutovské gymnázium, původní latinská jezuitská škola, mělo v jezuitském období skutečně vysokou úroveň. Po zrušení jezuitského řádu roku 1773 mělo být sice zrušeno (1779), ale nakonec je převzali dominikáni v roce 1780 a po nich osečtí cisterciáci (1809).
Jezuitská kolej v Chomutově byla nejen nejstarší jezuitskou komunitou v litoměřické diecézi, ale byla bezesporu i nejvýznamnější. Soupeřila s ní pouze rezidence, pozdější kolej v tehdy nejvýznamnějším jezuitským poutním místem v severních Čechách, Bohosudově.

## Absolventi
- Jan Jakub Weingarten